# Нагуал
Думата нагуал се среща в книгите на Карлос Кастанеда. * Карлос Кастанеда BG Архив на оригинала от 2009-07-16 в Wayback Machine. Обуславя едната половина на човека – магическата, безкрайната, тази над рациналността. Съответно другата половина се нарича тонал – тя е човешката, логичната, пространство-времевата. Нагуал също е човек с особена енергийна структура, различна на обикновените хора, това е предводител на група магьосници, способен на уникални енергийни маневри. Човек даряващ сила за движение и трансформация, създание което най-често търси безграничната свобода, но това желание може и да не се срещне. С няколко думи Нагуалът е създание, притежаващо достатъчно лична сила, за да премества събирателната си точка свободно и е способен на уникални за обикновения наблюдател неща.
Също така „нагуалът“ служи и за описание на безкрайната реалност извън човешкия „тонал“. Човешкият тонал се описва в книгите на Кастанеда като островче заобиколено от бушуващите сили на „нагуала“.